# Метамора (Іллінойс)
Метамора (англ. Metamora) — селище (англ. village) в США, в окрузі Вудфорд штату Іллінойс. Населення — 3904 особи (2020).

## Географія
Метамора розташована за координатами 40°47′44″ пн. ш. 89°22′6″ зх. д. / 40.79556° пн. ш. 89.36833° зх. д. (40.795679, -89.368455).  За даними Бюро перепису населення США в 2010 році селище мало площу 5,71 км², з яких 5,70 км² — суходіл та 0,01 км² — водойми. В 2017 році площа становила 5,31 км², з яких 5,30 км² — суходіл та 0,01 км² — водойми.

## Демографія
Згідно з переписом 2010 року, у селищі мешкало 3636 осіб у 1409 домогосподарствах у складі 982 родин. Густота населення становила 637 осіб/км².  Було 1483 помешкання (260/км²).
Расовий склад населення:
| - 96,7 % — білих - 0,5 % — азіатів - 0,3 % — чорних або афроамериканців - 0,1 % — корінних американців |

До двох чи більше рас належало 1,6 %. Частка іспаномовних становила 1,8 % від усіх жителів.
За віковим діапазоном населення розподілялося таким чином: 26,6 % — особи молодші 18 років, 53,5 % — особи у віці 18—64 років, 19,9 % — особи у віці 65 років та старші. Медіана віку мешканця становила 38,8 року. На 100 осіб жіночої статі у селищі припадало 89,4 чоловіків;  на 100 жінок у віці від 18 років та старших — 85,4 чоловіків також старших 18 років.
Середній дохід на одне домашнє господарство  становив 66 047 доларів США (медіана — 52 203), а середній дохід на одну сім'ю — 76 557 доларів (медіана — 63 158). Медіана доходів становила 50 968 доларів для чоловіків та 37 455 доларів для жінок. За межею бідності перебувало 6,4 % осіб, у тому числі 9,9 % дітей у віці до 18 років та 8,0 % осіб у віці 65 років та старших.
Цивільне працевлаштоване населення становило 1523 особи. Основні галузі зайнятості: освіта, охорона здоров'я та соціальна допомога — 26,6 %, виробництво — 18,3 %, мистецтво, розваги та відпочинок — 18,3 %.